# アイレク共和国
アイレク共和国（アイレクきょうわこく、 Republic of Airrecú）は、ニカラグアとコスタリカの国境の空白地帯に1995年6月26日から同年6月28日までに存在したミクロネーション。

## 概要
人口は5000人で、面積440㎢。ほとんどが湿地帯のジャングル。また、ジャングル内には毒蛇やワニがいる。
アイレク共和国の由来は先住民の言葉で「友情」を意味するのだが、かつての敵同士だった元サンディニスタと元コントラが、ワニを捕獲するという共通の利害＝「友情」で結ばれ、独立宣言をした。

## 歴史
1905年に測量が実施されたが、その時は増水期でニカラグア湖の水が溢れ、湿地帯にはワニや毒蛇等が大量にいたので、測量隊は国境線に近寄れず、湖の南岸から約9km、つまり本来の国境線より南へ5.7km離れた場所に国境を示す石標を建てて帰ってしまった。
元々ここには100軒足らずのコスタリカ人が農業等を営みながら住んでいた。しかしニカラグアからの移住者が押し寄せてきて人口は5000人に増加した。なぜわざわざジャングルに移住する必要があるのかというと、ジャングルに住んでいるワニを捕獲して皮を輸出することや、木材の伐採をするという生活をしていたからだ。
しかしニカラグア政府はワニの捕獲を禁止したため、移住者がアイレク共和国を独立宣言をして、ロドリゲスを大統領に選出する。
独立した理由として、コスタリカも、ニカラグアも特段の領土要求をせずに既成事実を認めてきたのだから、どちらにも属さず独立共和国を宣言することができるというのが彼らの理屈であった。
ロドリゲス大統領は独立宣言した直後に国際連合にアイレク共和国を承認することを求めた手紙を出したが、ニューヨークに届く前に、ニカラグア軍に攻められて、僅か2日間でアイレク共和国は消滅した。

## 軍事
独立にあたって、ニカラグアからの移住者たちは「アイレクの主権を侵害する者があれば、武力で撃退する」と息巻いていたが、結局は抵抗しないまま占領され、降伏した。しかし「武力で撃退」というのは単なる脅しではなく、移住者たちの多くはサンディニスタやコントラの元ゲリラ兵士たちで、アイレク共和国はAK47自動小銃やロケット砲などで武装し、かなりの兵力を擁していたと考えられる。